# Marc Larumbe Gonfaus
Marc Larumbe Gonfaus   (Barcelona, 30 de maig de 1994) és un jugador de waterpolo català.
Format al Club Natació Catalunya, va debutar al primer equip la temporada 2011-12. El 2014 va marxar al Club Esportiu Mediterrani on només hi va jugar un any. La temporada següent va fitxar pel Club Natació Atlètic-Barceloneta.
Membre de la selecció absoluta espanyola, el 2018 en el Campionat d'Europa de Barcelona va guanyar la medalla de plata. El 2019 va obtenir un altre argent al Campionat del Món de Gwangju i el 2020 va repetir metall en l'Europeu de Budapest.